# Олексинська сільська рада (Срібнянський район)
Олексинська сільська́ ра́да — колишній орган місцевого самоврядування у Срібнянському районі Чернігівської області. Адміністративний центр — село Олексинці.

## Населені пункти
Сільській раді підпорядковані населені пункти:
- с. Олексинці
- с. Васюків
- с. Антішки

## Загальні відомості
- Територія ради: 34,52 км²
- Населення ради: 457 осіб (станом на 2001 рік). З них: Олексинці — 410 осіб, Антішки — 14 осіб, Васюків — 33 особи.
- Відстань до районного центру шосейними шляхами — 5 кілометрів.

## Історія
Олексинська сільська рада зареєстрована 1971 року. Стала однією з 11-ти сільських рад Срібнянського району і одна з восьми, яка складається більше, ніж з одного населеного пункту.

## Склад ради
Рада складається з 12 депутатів та голови.
- Голова ради: Курінець Віктор Григорович
- Секретар ради: Клименко Валентина Вікторівна

### Керівний склад попередніх скликань
| ПІБ                        | Основні відомості                                                         | Дата обрання | Дата звільнення |
| -------------------------- | ------------------------------------------------------------------------- | ------------ | --------------- |
| Курінець Віктор Григорович | Сільський голова, 1959 року народження, освіта вища, член Народної партії | 26.03.2006   | 31.10.2010      |
| Курінець Віктор Григорович | Сільський голова, 1959 року народження, освіта вища, член Народної партії | 31.10.2010   |                 |

Примітка: таблиця складена за даними джерела

### Депутати
За результатами місцевих виборів 2010 року депутатами ради стали:

#### За суб'єктами висування
| Суб'єкт висування                                       | Кількість обраних депутатів | %    |
| ------------------------------------------------------- | --------------------------- | ---- |
| Народна Партія                                          | 5                           | 41,7 |
| Партія регіонів                                         | 5                           | 41,7 |
| Комуністична партія України                             | 1                           | 8,3  |
| Політична партія Всеукраїнське об'єднання «Батьківщина» | 1                           | 8,3  |

#### За округами
| № округу                                                | Прізвище, ім'я, по батькові   | Дата визнання обраним | Освіта                    | Партійна приналежність                        | Відомості про обраного депутата |
| ------------------------------------------------------- | ----------------------------- | --------------------- | ------------------------- | --------------------------------------------- | --- |
| Комуністична партія України                             |                               |                       |                           |                                               | |
| 6                                                       | Коломійченко Людмила Іванівна | 01.11.2010            | Освіта вища               | член Комуністичної партії України             | Березівська загальноосвітня школа I-III ст., вчитель зарубіжної літератури, заступник директора з виховної роботи                                                                             |
| Народна Партія                                          |                               |                       |                           |                                               | |
| 1                                                       | Лисач Євген Олексійович       | 01.11.2010            | Освіта вища               | член Народної партії                          | Управління АПР Срібнянської РДА, начальник відділу фінансово-кредитного забезпечення, бухгалтерського обліку, ревізійної роботи, організаційно-кадрової роботи та господарського забезпечення |
| 2                                                       | Ярмош Іван Миколайович        | 01.11.2010            | Освіта вища               | позапартійний                                 | пенсіонер |
| 4                                                       | Приходько Любов Анатоліївна   | 01.11.2010            | Освіта середня            | член Народної партії                          | доглядає дитину інваліда |
| 10                                                      | Клюшніченко Ольга Іванівна    | 01.11.2010            | Освіта вища               | член Народної партії                          | Олексинська сільська рада, головний спеціаліст — головний бухгалтер |
| 11                                                      | Калиман Антоніна Миколаївна   | 01.11.2010            | Освіта вища               | член Народної партії                          | Олексинська сільська рада, спеціаліст-землевпорядник |
| Партія регіонів                                         |                               |                       |                           |                                               | |
| 3                                                       | Шульга Микола Андрійович      | 01.11.2010            | Освіта середня            | позапартійний                                 | магазин «Спеціаліст» смт Срібне, продавець |
| 5                                                       | Денисенко Володимир Тихонович | 01.11.2010            | Освіта вища               | позапартійний                                 | СТОВ "Батьківщина, інженер-контролер |
| 7                                                       | Куліш Валентина Михайлівна    | 01.11.2010            | Освіта вища               | позапартійна                                  | Срібнянське відділення Варвинської МДПІ, заступник начальника Варвинської МДПІ |
| 8                                                       | Муквич Світлана Леонідівна    | 01.11.2010            | Освіта вища               | позапартійна                                  | Управління праці та соціального захисту населення, спеціаліст по оплаті праці |
| 9                                                       | Клименко Валентина Вікторівна | 01.11.2010            | Освіта вища               | позапартійна                                  | Відділ Держкомзему у Срібнянському районі, спеціаліст І категорії |
| Політична партія Всеукраїнське об'єднання «Батьківщина» |                               |                       |                           |                                               | |
| 12                                                      | Лисач Валентина Миколаївна    | 01.11.2010            | Освіта середня спеціальна | член Всеукраїнського об'єднання «Батьківщина» | фельдшерсько-акушерський пункт с. Олексинці, фельдшер, завідувачка ФАП |